# Hölsarna
Hölsarna är en sjö i Vansbro kommun i Dalarna och ingår i Dalälvens huvudavrinningsområde.